# Costituzione dello Zimbabwe
La costituzione dello Zimbabwe é la legge fondamentale dello Zimbabwe.
La costituzione fu il risultato degli Accordi di Lancaster House del 1979 e per questo chiamata alcune volte costituzione di Lancaster.
é costituita da 18 capitoli di cui il primo è costituito dagli articoli fondamentali.
Una costituzione proposta dall'assemblea costituzionale, fu rifiutata con il referendum costituzionale del 2000.
I partiti politici in Zimbabwe, lo ZANU-PF, MDC-T e l'MDC-N negoziarono per una nuova costituzione dopo una campagna di sensibilizzazione sulla costituzioneche fu presentata al parlamento il 5 febbraio 2013 e successivamente approvata con il referendum del 16 marzo 2013, il quale l'approvò il 9 maggio 2013 e Robert Mugabe diede la sua approvazione il 22 maggio 2013.
Alcune disposizioni della costituzione (principalmente la dichiarazione dei diritti e disposizioni per le elezioni presidenziali e parlamentari) furono messe in atto il 22 maggio 2013, quando l'articolo 1 del 2013 fu pubblicato.
Questo giorno è chiamato giorno della pubblicazione come definito dal paragrafo 1 della 6° scheda della costituzione.
Le leggi che sono entrate in vigore più tardi sono scritte nel paragrafo 3 della stessa scheda.
Il resto della costituzione entrò in vigore il 22 agosto 2013, quando il presidente fece giuramento dopo le elezioni seguenti all'approvazione della costituzione; questa data è chiamata data effettiva come definito dal paragrafo 1 della 6° scheda della costituzione.
Alcune delle leggi della nuova costituzione non sono state tuttavia messe in atto in 10 anni.

## Leggi Fondamentali

### art. 1 la repubblica
''Lo Zimbabwe é una repubblica unitaria, democratica e sovrana''

### art. 4 Bandiera nazionale, inno nazionale, sigillo e stemma
''Lo Zimbabwe ha una bandiera nazionale, un inno nazionale, uno stemma e un sigillo pubblico i quali sono scritti nella 1ª scheda''

### art. 5 istituzioni governative
''Le istituzioni governative in Zimbabwe sono:
- il governo centrale;
- concili provinciali e metropolitani;

- autorità locali che sono divise in:
  - concili urbani
  - concili rurali

### art. 6 lingue
''Le seguenti lingue: Chewa, Chibarwe, Inglese, Kalanga, Koisan, Nambya, Ndau, Ndebele, Shangani, Shona, lingua dei segni, Sotho, Tonga, Tswana, Venda e Xhosa sono ufficialmente riconosciute in Zimbabwe''

## Successione presidenziale
Scheda 6 paragrafo 14 della costituzione afferma: - ''provvedimenti speciali per l'elezione e la carica del presidente e la nomina del vice-presidente''
1. I candidati come presidente non possono nominare altre persone...per candidarle come vice-presidenti
2. senza problemi la persona eletta come presidente ... non può nominare più di due vice-presidenti che possono restare in carica a suo piacimento, in altre parole il presidente può eleggere o sollevare dall'incarico il vice-presidente a suo piacimento.